# Paulo Roberto (político)
Paulo Roberto de Sousa Matos (Santarém - Pará, 17 de julho de 1944 — Belém, 28 de janeiro de 2023) foi um político brasileiro. Exerceu o mandato de deputado federal constituinte em 1988.
Filho de João Otaviano de Matos Filho e Maria do Carmo de Souza Matos. Paulo é dono de uma rede farmacêutica e também possui uma empresa que presta serviços de terraplanagem. Casou-se com Onélia Maria Vieira Matos, com quem teve nove filhos.

## Carreira política
Entrou no âmbito político em 1972, quando fez sua primeira candidatura para o cargo de vereador em sua cidade natal, Santarém. Era filiado a Aliança Renovadora Nacional (Arena), agremiação que apoiava o regime militar instaurado no Brasil em 1964. Desde então, obteve uma trajetória instável de cargos dentro da política brasileira. Empossou o mandato de vereador apenas em 1973. Foi reeleito em novembro de 1976. E iniciou um novo mandato em fevereiro de 1977, que se encerrou só em janeiro de 1983.
Após o encerramento do bipartidarismo no Brasil através da aprovação da Lei Orgânica dos partidos — em que só existia a Arena, pró ditadura e MDB contra o regime — Paulo Roberto se filiou ao Partido do Movimento Democrático Brasileiro (PMDB) para concorrer a uma vaga na Assembleia Legislativa do Pará, nas eleições de 1982. Ali permaneceu até 1987, data do fim de seu mandato.  Mas, já sabendo do fim de seu mandato, no final de 1986 aproveitou as eleições para ser candidato a deputado federal, tendo apoio do prefeito Ronaldo Campos de sua cidade natal, Santarém. Eleito no ano seguinte, já assumiu o cargo e estava na Assembleia Nacional.

## Morte
Morreu em Belém no dia 28 de janeiro de 2023, aos 78 anos após sofrer uma parada cardíaca devido a um câncer no fígado.

## Marcos importantes de sua carreira
- Foi um dos membros da Subcomissão dos Estados;[1]
- Quando houve votação para haver 1/3 a mais de salário nas férias, votou favoravelmente[1]
- Votou favoravelmente ao aviso prévio proporcional ao tempo de serviço;[1] ao mandado de segurança coletivo;[1] ao direito de greve;[1] à criminalização do aborto;[1] ao turno ininterrupto de seis horas;[1] à proteção do emprego contra a despedida sem justa causa;[1] ao presidencialismo;[1] à limitação dos encargos da dívida externa;[1] à legalização do jogo do bicho;[1] à desapropriação da propriedade produtiva e ao mandato de cinco anos para o presidente José Sarney;[1]
- Votou contra à criação de um fundo de apoio à reforma agrária;[1] ao rompimento das relações diplomáticas com países que desenvolvessem uma política de discriminação racial e à pena de morte;[1]
- Participou da Comissão do Sistema Tributário, Finanças e Orçamento;[1]
- Votou favoravelmente para legalizar o jogo do bicho.